# Donato García Negueruelas
Donato García Negueruelas (Logronyo, 1782 - Madrid 17 de novembre de 1855) va ser un geòleg, mineralòleg, botànic, pteridòleg, briòleg i fitogeògraf espanyol.
Va ser canonge i es dedicà a les ciències naturals. En 1803 es va llicenciar en botànica, i fou un dels deixebles predilectes del professor Christian Herrgen, com a ajudant en el seu gabinet en 1814. En 1815 el va succeir en la càtedra. En 1819 es va fer càrrec també de la presidència de la Junta Directiva del Reial Gabinet d'Història Natural, i confirmat en 1824, malgrat les sospites que aixecava la seva ideologia liberal.
En aquest últim càrrec va classificar diverses col·leccions mineralògiques, entre elles la de l'expedició d'Alejandro Malaspina. Va aconseguir reputació com a professor.
Va escriure un Tratado de geología, no publicat per impedir-ho la censura eclesiàstica. No obstant això, un dels seus deixebles, Antonio Cisneros y Lanuza, va produir Lecciones de Mineralogía segons els treballs de càtedra de Donato García. Aprofitava les seves vacances per fer estudis de camp en diverses regions espanyoles. Va ser membre fundador de la Reial Acadèmia de Ciències Exactes, Físiques i Naturals. El seu deixeble més destacat va ser Juan Vilona y Piera.